# Olympische Sommerspiele 1952/Fußball
Bei den Olympischen Sommerspielen 1952 in der finnischen Hauptstadt Helsinki wurde ein Wettbewerb im Fußball ausgetragen. Die Spielorte waren neben Helsinki mit dem Olympiastadion (Helsingin olympiastadion) und dem Töölön Pallokenttä noch der Urheilukeskus in Kotka, Lahti mit dem Lahden kisapuisto, das Tampereen stadion in Tampere und das Kupittaan jalkapallostadion in Turku.
Sieger wurde mit Ungarn erstmals eine osteuropäische Mannschaft, deren Dominanz bis 1980 die olympischen Fußballturniere bestimmte. Deutschland erreichte erstmals durch die von Bundestrainer Sepp Herberger betreute deutsche Amateurmannschaft bei einem olympischen Fußballturnier das Halbfinale, schied dort aber gegen die Jugoslawen aus, die damit wie vier Jahre zuvor wieder das Endspiel erreichten. Im Viertelfinale gelang mit 4:2 nach Verlängerung der bis zur WM 2014 einzige Sieg gegen Brasilien bei einem bedeutenden Fußballturnier. Im Spiel um Platz 3 verlor die deutsche Mannschaft gegen Titelverteidiger Schweden, in dessen Kader fünf Spieler des WM-Kaders von 1950 standen.
Die Sensation in diesem Turnier war der Sieg von Luxemburg über die britische Mannschaft mit 5:3 nach Verlängerung. Luxemburg schied darauf im Achtelfinale gegen Brasilien aus.
Der Gastgeber Finnland schied bereits im Achtelfinale gegen Österreich aus.
Viele Spieler der ungarischen Mannschaft standen zwei Jahre später auch im Endspiel der Fußball-Weltmeisterschaft 1954. Von den deutschen Spielern stand keiner im 54er-WM-Kader, Georg Stollenwerk gehörte aber zum 58er WM-Kader und bestritt 1958 alle sechs WM-Spiele der deutschen Mannschaft.

## Das Turnier

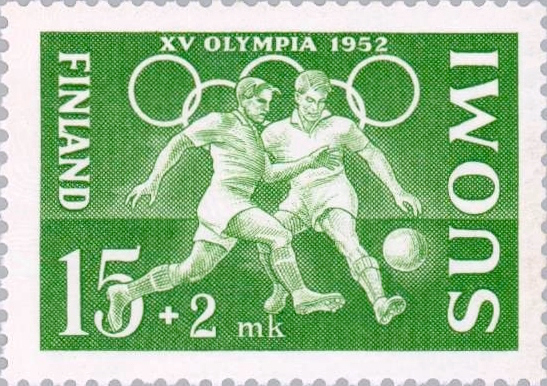
Finnische Zuschlagmarke

### Vorrunde
|                                                                                         |   |                        |                      |
| 15. Juli 1952 in Turku (10.588 Zuschauer)                                               |   |                        |                      |
| Ungarn                                                                                  | – | Rumänien               | 2:1 (1:0)            |
| 15. Juli 1952 in Tampere (4.372 Zuschauer)                                              |   |                        |                      |
| Dänemark                                                                                | – | Griechenland           | 2:1 (2:0)            |
| 15. Juli 1952 in Lahti (3.752 Zuschauer)                                                |   |                        |                      |
| Polen                                                                                   | – | Frankreich             | 2:1 (1:1)            |
| 15. Juli 1952 in Helsinki (Pallokenttä) (10.000 Zuschauer)                              |   |                        |                      |
| Jugoslawien                                                                             | – | Indien                 | 10:1 (5:0)           |
| 15. Juli 1952 in Kotka (10.637 Zuschauer)                                               |   |                        |                      |
| Sowjetunion                                                                             | – | Bulgarien              | 2:1 n. V. (0:0)      |
| 16. Juli 1952 in Tampere (15.342 Zuschauer)                                             |   |                        |                      |
| Italien                                                                                 | – | USA                    | 8:0 (3:0)            |
| 16. Juli 1952 in Kotka (5.354 Zuschauer)                                                |   |                        |                      |
| Ägypten                                                                                 | – | Chile                  | 5:4 (2:2)            |
| 16. Juli 1952 in Turku (9.685 Zuschauer)                                                |   |                        |                      |
| Brasilien                                                                               | – | Niederlande            | 5:1 (3:1)            |
| 16. Juli 1952 in Lahti (3.656 Zuschauer)                                                |   |                        |                      |
| Luxemburg                                                                               | – | Vereinigtes Königreich | 5:3 n. V. (1:1, 0:1) |
| Torschützen : 1:1/3:1/4:1 Roller (60./95./97.), 2:1 Léon Letsch (91.), 5:2 Gales (102.) |   |                        |                      |

### Achtelfinale
|                                                                                 |   |                          |                      |
| 19. Juli 1952 in Helsinki (Olympiastadion) (33.053 Zuschauer)                   |   |                          |                      |
| Österreich                                                                      | – | Finnland                 | 4:3 (2:3)            |
| Torschützen : 1:0/2:1 Gollnhuber (8., E/30.), 3:3 Stumpf (59.), 4:3 Grohs (79.) |   |                          |                      |
| 20. Juli 1952 in Turku (6.813 Zuschauer)                                        |   |                          |                      |
| BR Deutschland                                                                  | – | Ägypten                  | 3:1 (2:0)            |
| Torschützen : 1:0 Klug (33. Min.), 2:0/3:0 Schröder (38./61.)                   |   |                          |                      |
| 20. Juli 1952 in Kotka (6.776 Zuschauer)                                        |   |                          |                      |
| Brasilien                                                                       | – | Luxemburg                | 2:1 (1:0)            |
| Torschütze : 2:1 Gales (86.)                                                    |   |                          |                      |
| 20. Juli 1952 in Tampere (17.000 Zuschauer)                                     |   |                          |                      |
| Jugoslawien                                                                     | – | Sowjetunion              | 5:5 n. V. (5:5, 3:0) |
| Wiederholungsspiel:22. Juli 1952 in Tampere (16.916 Zuschauer)                  |   |                          |                      |
| Jugoslawien                                                                     | – | Sowjetunion              | 3:1 (2:1)            |
| 21. Juli 1952 in Turku (6.024 Zuschauer)                                        |   |                          |                      |
| Dänemark                                                                        | – | Polen                    | 2:0 (1:0)            |
| 21. Juli 1952 in Helsinki (Pallokenttä) (13.870 Zuschauer)                      |   |                          |                      |
| Ungarn                                                                          | – | Italien                  | 3:0 (2:0)            |
| 21. Juli 1952 in Lahti (3.696 Zuschauer)                                        |   |                          |                      |
| Türkei                                                                          | – | Niederländische Antillen | 2:1 (1:0)            |
| 21. Juli 1952 in Tampere (4.072 Zuschauer)                                      |   |                          |                      |
| Schweden                                                                        | – | Norwegen                 | 4:1 (2:0)            |

### Viertelfinale
|                                                                                   |   |            |                      |
| 23. Juli 1952 in Helsinki (Pallokenttä) (12.564 Zuschauer)                        |   |            |                      |
| Schweden                                                                          | – | Österreich | 3:1 (0:1)            |
| Torschütze : 0:1 Grohs (40.)                                                      |   |            |                      |
| 24. Juli 1952 in Kotka (4.743 Zuschauer)                                          |   |            |                      |
| Ungarn                                                                            | – | Türkei     | 7:1 (2:0)            |
| 24. Juli 1952 in Helsinki (Pallokenttä) (11.451 Zuschauer)                        |   |            |                      |
| BR Deutschland                                                                    | – | Brasilien  | 4:2 n. V. (2:2, 0:1) |
| Torschützen : 1:2/3:2 Schröder (75. Min./96.), 2:2 Klug (89.), 4:2 Zeitler (120.) |   |            |                      |
| 25. Juli 1952 in Helsinki (Pallokenttä) (11.456 Zuschauer)                        |   |            |                      |
| Jugoslawien                                                                       | – | Dänemark   | 5:3 (3:0)            |

### Halbfinale
|                                                               |   |                |           |
| 28. Juli 1952 in Helsinki (Olympiastadion) (39.471 Zuschauer) |   |                |           |
| Ungarn                                                        | – | Schweden       | 6:0 (3:0) |
| 29. Juli 1952 in Helsinki (Olympiastadion) (25.821 Zuschauer) |   |                |           |
| Jugoslawien                                                   | – | BR Deutschland | 3:1 (3:1) |
| Torschütze : 1:1 Stollenwerk (12. Min.)                       |   |                |           |

### Spiel um Bronze
| Schweden                                      | Schweden | BR Deutschland | BR Deutschland |
| --------------------------------------------- | --- | --- | -------------- |
| Schweden                                      | \| Spiel um die Bronzemedaille \| \| 1. August 1952 in Helsinki (Olympiastadion) \| \| Ergebnis: 2:0 (1:0) \| \| Zuschauer: 28.470 \| \| Schiedsrichter: Vincenzo Orlandini ( Italien) \|            | \| Spiel um die Bronzemedaille \| \| 1. August 1952 in Helsinki (Olympiastadion) \| \| Ergebnis: 2:0 (1:0) \| \| Zuschauer: 28.470 \| \| Schiedsrichter: Vincenzo Orlandini ( Italien) \|                         | BR Deutschland |
| Schweden                                      | Kalle Svensson – Lennart Samuelsson, Erik Nilsson – Olle Åhlund, Bengt Gustavsson, Gösta Lindh – Sylve Bengtsson, Gösta Löfgren, Ingvar Rydell, Yngve Brodd, Gösta Sandberg Cheftrainer: Rudolf Kock | Rudolf Schönbeck – Hans Eberle, Alfred Post – Kurt Sommerlatt, Herbert Jäger, Ludwig Hinterstocker – Johann Zeitler, Georg Stollenwerk, Willi Schröder, Herbert Schäfer, Kurt Ehrmann Cheftrainer: Sepp Herberger | BR Deutschland |
| Schweden                                      | 1:0 Rydell (11.) 2:0 Löfgren (86.) | | BR Deutschland |
| Spiel um die Bronzemedaille                   | | |                |
| 1. August 1952 in Helsinki (Olympiastadion)   | | |                |
| Ergebnis: 2:0 (1:0)                           | | |                |
| Zuschauer: 28.470                             | | |                |
| Schiedsrichter: Vincenzo Orlandini ( Italien) | | |                |

### Finale
| Ungarn                                      | Ungarn | Jugoslawien | Jugoslawien |
| ------------------------------------------- | --- | --- | ----------- |
| Ungarn                                      | \| Finale \| \| 2. August 1952 in Helsinki (Olympiastadion) \| \| Ergebnis: 2:0 (0:0) \| \| Zuschauer: 58.553 \| \| Schiedsrichter: Arthur Ellis ( England) \|                                          | \| Finale \| \| 2. August 1952 in Helsinki (Olympiastadion) \| \| Ergebnis: 2:0 (0:0) \| \| Zuschauer: 58.553 \| \| Schiedsrichter: Arthur Ellis ( England) \|                                                     | Jugoslawien |
| Ungarn                                      | Gyula Grosics – Jenő Buzánszky, Mihály Lantos – József Zakariás, Gyula Lóránt, József Bozsik – Nándor Hidegkuti, Sándor Kocsis, Zoltán Czibor, Ferenc Puskás , Péter Palotás Cheftrainer: Gusztáv Sebes | Vladimir Beara – Tomislav Crnković, Branko Stanković – Zlatko Čajkovski, Ivica Horvat, Vujadin Boškov – Tihomir Ognjanov, Rajko Mitić, Bernard Vukas, Stjepan Bobek, Branko Zebec Cheftrainer: Milorad Arsenijević | Jugoslawien |
| Ungarn                                      | 1:0 Puskás (70.) 2:0 Czibor (88.) | | Jugoslawien |
| Finale                                      | | |             |
| 2. August 1952 in Helsinki (Olympiastadion) | | |             |
| Ergebnis: 2:0 (0:0)                         | | |             |
| Zuschauer: 58.553                           | | |             |
| Schiedsrichter: Arthur Ellis ( England)     | | |             |

## Medaillenränge
| Rang                         | Medaillengewinner |
| ---------------------------- | --- |
| Gold Ungarn                  | József Bozsik, László Budai, Jenő Buzánszky, Lajos Csordás, Zoltán Czibor, Jenő Dalnoki, Gyula Grosics (TW), Nándor Hidegkuti, Sándor Kocsis, Imre Kovács, Mihály Lantos, Gyula Lóránt, Péter Palotás, Ferenc Puskás, József Zakariás Trainer: Gusztáv Sebes |
| Silber Jugoslawien           | Vladimir Beara (TW), Stjepan Bobek, Vujadin Boškov, Tomislav Crnković, Zlatko Čajkovski, Ivica Horvat, Rajko Mitić, Tihomir Ognjanov, Branko Stanković, Bernard Vukas, Branko Zebec Trainer: Milorad Arsenijević                                             |
| Bronze Schweden              | Olof Ahlund, Sylve Bengtsson, Yngve Brodd, Bengt Gustavsson, Holger Hansson, Gösta Lindh, Gösta Löfgren, Erik Nilsson, Ingvar Rydell, Gösta Sandberg, Lennart Samuelsson, Karl Svensson (TW) Trainer: Rudolf Kock                                            |
| Vierter Platz BR Deutschland | Hans Eberle, Kurt Ehrmann, Erich Gleixner, Ludwig Hinterstocker, Herbert Jäger, Karl Klug, Matthias Mauritz, Alfred Post, Herbert Schäfer, Rudolf Schönbeck (TW), Willi Schröder, Kurt Sommerlatt, Georg Stollenwerk, Johann Zeitler Trainer: Sepp Herberger |

## Beste Torschützen
| Rang | Spieler            | Tore |
| ---- | ------------------ | ---- |
| 1    | Branko Zebec       | 7    |
| 2    | Sándor Kocsis      | 6    |
|      | Rajko Mitić        | 6    |
| 4    | Wsewolod Bobrow    | 5    |
| 5    | El-Sayed El-Dhizui | 4    |
|      | Larry              | 4    |
|      | Péter Palotás      | 4    |
|      | Willi Schröder     | 4    |
|      | Ferenc Puskás      | 4    |
|      | Tihomir Ognjanov   | 4    |
| …    |                    |      |
| 18   | Karl Klug          | 2    |
| …    |                    |      |
| 30   | Johann Zeitler     | 1    |
|      | Georg Stollenwerk  | 1    |